# Тарнова (гміна Тулішкув)
Тарнова (пол. Tarnowa) — село в Польщі, у гміні Тулішкув Турецького повіту Великопольського воєводства.
Населення — 571 особа (2011).
У 1975-1998 роках село належало до Конінського воєводства.

## Демографія
Демографічна структура станом на 31 березня 2011 року:
|          | Загалом | Допрацездатний вік | Працездатний вік | Постпрацездатний вік |
| -------- | ------- | ------------------ | ---------------- | -------------------- |
| Чоловіки | 299     | 64                 | 202              | 33                   |
| Жінки    | 272     | 63                 | 149              | 60                   |
| Разом    | 571     | 127                | 351              | 93                   |